# Richard Herbert (2e baron Herbert de Chirbury)
Richard Herbert, 2e baron Herbert de Chirbury (c 1604 -. 13 mai 1655) est un député anglo-gallois, un royaliste qui combat avec le grade de colonel pendant la guerre civile anglaise. 

## Biographie

Vue depuis les ruines du château de Montgomery, siège de la famille Herbert

Herbert, né vers 1604, est le fils aîné du poète Edward Herbert, 1er baron Herbert de Cherbury, du château de Montgomery, et de Mary, fille et héritière de William Herbert (décédé en 1593), tous deux membres d'une branche collatérale de la famille des comtes de Pembroke. Il est né alors que son père avait moins de vingt et un ans. 
Le 19 novembre 1627 à Bridgwater House, Barbican, ville de Londres, Herbert épouse Mary Egerton (vers 1604-1659), l'une des cinq filles de John Egerton (1er comte de Bridgewater). Ils ont deux fils, Edward et Henry, et deux filles, Frances et Florence. 
À la suite de son mariage, Herbert devient le beau-frère de David Cecil (3e comte d'Exeter) (c. 1600–1643), John Hobart (1593–1647), Richard Vaughan (2e comte de Carbery) (en) (c. 1600–1686), Oliver St John, 5e baron St John de Bletso (mort en 1642) et John Egerton (2e comte de Bridgewater) (1623–1686). 
Royaliste, en mars 1640, Herbert est élu à la Chambre des communes au Court Parlement représentant le Montgomeryshire. En octobre de la même année, au début du Long Parlement, il est élu de Montgomery. Il est nommé gouverneur royal de Bridgnorth en 1642, alors que la guerre civile anglaise éclate. À ses frais, il lève pour la cause du roi à la fois un Régiment d'Infanterie et une troupe de Cavalerie, et le roi lui donne le grade de colonel. Le 12 octobre 1642, il est expulsé du parlement, pour avoir exécuté la Commission d'Array dans le Shropshire et rejoint le roi à Oxford. En 1643, il obtient un Master of Arts de l'Université d'Oxford et devient gouverneur de Ludlow. 
En juillet 1643, le colonel Richard Herbert, commandant son régiment, est avec le prince Rupert du Rhin lors de la prise de Bristol. 
Le 5 septembre 1644, le père d'Herbert, Lord Herbert, cède le siège de la famille, le château de Montgomery, par voie de négociation, aux forces parlementaires dirigées par Thomas Myddelton. Il retourne à Londres, se soumet au parlement et reçoit une pension de 20 £ par semaine, tandis que le château est par la suite démantelé. 
Herbert est gouverneur d'Aberystwyth en 1644 et de Newport en 1645, mais le 6 mars 1647, "fit une pétition pour composer", avec pour résultat qu'il est condamné à une amende de 1 000 £ comme prix de la paix avec le parlement. 
Lorsque le père d'Herbert meurt le 5 août 1648, il hérite des titres de son père, baron Herbert de Castle Island dans la pairie d'Irlande et baron Herbert de Chirbury dans la pairie d'Angleterre, mais guère plus. Son jeune frère, Edward, reçoit le manoir de Llyssin à vie, tandis que son propre fils, un autre Edward, reçoit les livres de son grand-père et la plupart de ses biens personnels. Herbert lui-même, le fils aîné, n'obtient que les chevaux de son père et est chargé de «faire beaucoup du cheval blanc», tandis que sa femme, la nouvelle Lady Herbert, reçoit les violes et luths de son beau-père. 
Il est brièvement membre de la Chambre des lords, jusqu'au 19 mars 1649, quand elle est abolie par une loi du Parlement qui déclare que "Les Communes d'Angleterre trouvent par une trop longue expérience que la Chambre des Lords est inutile et dangereuse pour le peuple de Angleterre". Les lords ne se sont pas réunis de nouveau avant le Parlement conventionnel de 1660. 
Herbert succède à son père comme forestier en chef de Snowdon. 